# Tirreno–Adriatico 2025
Die Radfernfahrt Tirreno–Adriatico 2025 war die 60. Austragung des italienischen Etappenrennens. Das Radrennen fand vom 10. bis zum 16. März im Rahmen von sieben Etappen statt und ist Teil der UCI WorldTour 2025. Im Jahr 2025 wurde die Fernfahrt parallel zu Paris–Nizza ausgetragen.
Den Gesamtsieg sicherte sich der 22-jährige Spanier Juan Ayuso (UAE Team Emirates-XRG), der sich zugleich in der Nachwuchswertung durchsetzte. Mit einem Rückstand von 35 Sekunden belegte der Italiener Filippo Ganna (Ineos Grenadiers) den zweiten Gesamtrang, gefolgt von seinem Landsmann Antonio Tiberi (Bahrain Victorious) der 36 Sekunden zurücklag. Mit zwei Etappensiegen entschied Jonathan Milan (Lidl-Trek) die Punktewertung für sich, während Manuele Tarozzi (VF Group-Bardiani CSF-Faizanè) die Bergwertung gewann. In der Mannschaftswertung setzte sich das UAE Team Emirates-XRG durch.

## Streckenführung
Insgesamt mussten die Fahrer auf den sieben Etappen 1145,9 Kilometer zurücklegen. Es standen zwei flache, zwei hüglige und zwei Bergetappen mit einer Bergankunft, sowie ein Einzelzeitfahren auf dem Programm. Wie in den vorangegangenen Jahren führte die Strecke von Lido di Camaiore an der tyrrhenischen Küste nach San Benedetto del Tronto an der adriatischen Küste. Dazwischen musste der Apennin überquert werden, wobei die einzige Bergankunft am vorletzten Etappentag in Frontignano (1327 m) abgehalten wurde. Als weitere Zielorte im Landesinneren dienten Follonica, Colfiorito, Trasacco und Pergola. Den höchsten Punkt der Fernfahrt stellte der Valico la Crocetta mit 1558 Metern dar.
| Etappe         | Datum             | Strecke                                         | Typ                 | km     |
| -------------- | ----------------- | ----------------------------------------------- | ------------------- | ------ |
| 1              | Mo, 10. März 2025 | Lido di Camaiore – Lido di Camaiore             | Einzelzeitfahren    | 9,9    |
| 2              | Di, 11. März 2025 | Camaiore – Follonica                            | Mittelgebirgsetappe | 192    |
| 3              | Mi, 12. März 2025 | Follonica – Colfiorito                          | Mittelgebirgsetappe | 239    |
| 4              | Do, 13. März 2025 | Norcia – Trasacco                               | Hochgebirgsetappe   | 190    |
| 5              | Fr, 14. März 2025 | Ascoli Piceno – Pergola                         | Mittelgebirgsetappe | 205    |
| 6              | Sa, 15. März 2025 | Cartoceto – Frontignano                         | Hochgebirgsetappe   | 163    |
| 7              | So, 16. März 2025 | Porto Potenza Picena – San Benedetto del Tronto | Mittelgebirgsetappe | 147    |
| Gesamtdistanz: | Gesamtdistanz:    | Gesamtdistanz:                                  | Gesamtdistanz:      | 1145,9 |

## Reglement
Im Rahmen der 60. Auflage wurden Trikots für die Gesamtwertung (blau), Sprintwertung (violett), Bergwertung (grün) und Nachwuchswertung (weiß) vergeben. Zusätzlich gab es eine Teamwertung. Für die Teamwertung wurden die Zeiten der drei besten Fahrer pro Etappe zusammengezählt. Die Vergabe der Punkte für die Sprint- und Bergwertung sowie der Zeitbonifikationen erfolgte nach folgendem Schema.
|                 |                      | 1. | 2. | 3. | 4. | 5. | 6. | 7. | 8. | 9. | 10. | Platz    |
| Sprintwertung   | Zielankunft          | 12 | 10 | 8  | 7  | 6  | 5  | 4  | 3  | 2  | 1   | Punkte   |
| Sprintwertung   | Zwischensprint       | 5  | 3  | 2  | 1  |    |    |    |    |    |     | Punkte   |
| Bergwertung     | ‘Superior’ Kategorie | 15 | 10 | 7  | 5  | 3  | 2  | 1  |    |    |     | Punkte   |
| Bergwertung     | kategorisiert        | 5  | 3  | 2  | 1  |    |    |    |    |    |     | Punkte   |
| Bonussekununden | Zielankunft          | 10 | 6  | 4  |    |    |    |    |    |    |     | Sekunden |
| Bonussekununden | Zwischensprint       | 3  | 2  | 1  |    |    |    |    |    |    |     | Sekunden |

## Teilnehmende Mannschaften und Fahrer
Neben den 18 UCI WorldTeams gingen auch 6 UCI ProTeams bei dem Etappenrennen an den Start. Für jedes Team waren sieben Fahrer startberechtigt, wobei James Shaw (EF Education-EasyPost) und Louis Barré (Intermarché-Wanty) die erste Etappe nicht in Angriff nahmen.
Mit Adam Yates, Juan Ayuso (beide UAE Team Emirates-XRG), Simon Yates, Cian Uijtdebroeks (beide Team Visma-Lease a Bike), Jai Hindley (Red Bull-Bora-hansgrohe), Richard Carapaz (EF Education-EasyPost), Mikel Landa (Soudal Quick-Step), Thomas Pidcock (Q36.5 Pro Cycling Team), David Gaudu (Groupama-FDJ), Antonio Tiberi (Bahrain Victorious), Einer Rubio (Movistar Team), Giulio Ciccone (Lidl-Trek), Derek Gee (Israel-Premier Tech) Eddie Dunbar (Team Jayco AlUla) und Lorenzo Fortunato (XDS Astana Team) starteten mehrere bekannte Gesamtklassement-Fahrer bei der Fernfahrt.
Auf den flachen Abschnitten galten die Sprinter Jonathan Milan (Lidl-Trek), Olav Kooij (Team Visma-Lease a Bike), Dylan Groenewegen (Team Jayco AlUla), Sam Bennett (Decathlon AG2R La Mondiale Team), Paul Magnier (Soudal Quick-Step), Bryan Coquard (Cofidis) und Pascal Ackermann (Israel-Premier Tech) als potenzielle Etappensieger.
Weitere bekannte Starter waren Mathieu van der Poel (Alpecin-Deceuninck), Filippo Ganna (Ineos Grenadiers) und Marc Hirschi (Tudor Pro Cycling Team).
| UCI WorldTeams | UCI WorldTeams                  | UCI WorldTeams | UCI WorldTeams          | UCI WorldTeams | UCI WorldTeams          | UCI ProTeams | UCI ProTeams                  |
| -------------- | ------------------------------- | -------------- | ----------------------- | -------------- | ----------------------- | ------------ | ----------------------------- |
| ADC            | Alpecin-Deceuninck              | IGD            | Ineos Grenadiers        | DFP            | Team Picnic PostNL      | IPT          | Israel-Premier Tech           |
| ARK            | Arkéa-B&B Hotels                | GFC            | Intermarché-Wanty       | TVL            | Team Visma-Lease a Bike | Q36          | Q36.5 Pro Cycling Team        |
| TBV            | Bahrain Victorious              | LTK            | Lidl-Trek               | UAD            | UAE Team Emirates-XRG   | PTV          | Team Polti VisitMalta         |
| COF            | Cofidis                         | MOV            | Movistar Team           | XAT            | XDS Astana Team         | TUD          | Tudor Pro Cycling Team        |
| DAT            | Decathlon AG2R La Mondiale Team | RBH            | Red Bull-Bora-hansgrohe |                |                         | VBF          | VF Group-Bardiani CSF-Faizanè |
| EFE            | EF Education-EasyPost           | SOQ            | Soudal Quick-Step       |                |                         | UXM          | Uno-X Mobility                |
| GFC            | Groupama-FDJ                    | JAY            | Team Jayco AlUla        |                |                         |              |                               |

## Rennverlauf und Etappenergebnisse
Das Auftaktzeitfahren der 1. Etappe gewann der Italiener Filippo Ganna (Ineos Grenadiers), der sich mit einem Vorsprung von 23 Sekunden vor dem Spanier Juan Ayuso (UAE Team Emirates-XRG) durchsetzte. Eine Sekunde hinter Johan Price-Pejtersen (Alpecin-Deceuninck) belegte Antonio Tiberi (Bahrain Victorious) mit einem Rückstand von 29 Sekunden den vierten Rang. Die weiteren Favoriten auf den Gesamtsieg wie Simon Yates (Visma-Lease a Bike), Giulio Ciccone (Lidl-Trek), Jai Hindley (Red Bull-Bora-hansgrohe), Mikel Landa (Soudal Quick-Step), Adam Yates (UAE Team Emirates-XRG), Thomas Pidcock (Q36.5), Richard Carapaz (EF Education-EasyPost), Cian Uijtdebroeks (Visma-Lease a Bike) und David Gaudu (Groupama-FDJ) verloren rund eine Minute.
Die 2. Etappe endete in einem Massensprint in dem sich Jonathan Milan (Lidl-Trek) vor Maikel Zijlaard (Tudor) und Paul Penhoët (Groupama-FDJ) durchsetzte. Filippo Ganna verteidigte seine Gesamtführung, während sich Juan Ayuso beim Zwischensprint eine Bonussekunde sicherte. David Gaudu gab die Fernfahrt nach einem Sturz auf.
Die 3. Etappe stellte mit 239 Kilometern den längsten Abschnitt dar. Sie fand bei Regen statt und endete mit einem anspruchsvollen Finale in Colfiorito auf einer Höhe von 760 Metern. Die Entscheidung fiel im Sprint aus einer 50 Fahrer umfassenden Gruppe, bei der sich der Italiener Andrea Vendrame (Decathlon AG2R La Mondiale) vor Thomas Pidcock und Romain Grégoire (Groupama-FDJ) durchsetzte. Filippo Ganna verteidigte das Blaue Führungstrikot und liegt weiterhin 22 Sekunden vor Juan Ayuso. Der Verlierer der Etappe war Simon Yates, der im Finale 31 Sekunden einbüßte.
Auf der 4. Etappe sorgte der Wind im Finale für mehrere Selektionen, wobei auch der gesamtvierte Derek Gee (Israel-Premier Tech) kurzzeitig abgehängt wurde. Schlussendlich kam es zu einem Sprint aus einer größeren Gruppe, den der Niederländer Olav Kooij (Visma-Lease a Bike) vor Rick Pluimers (Tudor) und Mathieu van der Poel (Alpecin-Deceuninck) gewann. In der Gesamtwertung kam es zu keinen nennenswerten Veränderungen.
Die 5. Etappe gewann der Norweger Fredrik Dversnes (Uno-X Mobility), wobei er sich als einziger Fahrer der Ausreißergruppe mit einem Vorsprung von sieben Sekunden ins Ziel rettete. Dahinter kam es zum Sprint aus einer kleineren Gruppe, in dem sich Mathieu van der Poel vor Roger Adrià (Red Bull-Bora-hansgrohe) und Giulio Ciccone (Lidl-Trek) durchsetzte. Im Gesamtklassement führte der hüglig Abschnitt nur zu geringen Veränderungen. Ben Healy (EF Education-EasyPost) büßte rund zwei Minuten ein, während Eddie Dunbar (Jayco AlUla) das Rennen nach einem Sturz aufgeben musste.
Die Vorentscheidung um den Gesamtsieg fiel auf der 6. Etappe, die mit einer Bergankunft in Frontignano (1327 m) zu Ende ging. Der Spanier Juan Ayuso setzte sich rund 3,5 Kilometer vor dem Ziel im Schlussanstieg ab und gewann die Etappe mit einem Vorsprung von 13 Sekunden. Dahinter folgten Thomas Pidcock und Jai Hindley mit jeweils 13 Sekunden Rückstand. Die weiteren Platzierungen gingen an Mikel Landa, Antonio Tiberi und Derek Gee, die 15 bzw. 20 Sekunden verloren. Der gesamtführende Filippo Ganna belegte mit einem Rückstand von 50 Sekunden den 13. Rang und musste somit das blaue Führungstrikot an Juan Ayuso abgeben. Vor dem letzten Tag führt der Spanier die Gesamtwertung mit einem Vorsprung von 37 Sekunden vor Antonio Tiberi an, während Filippo Ganna mit 38 Sekunden Rückstand auf den dritten Gesamtrang abrutschte.
Die 7. und letzte Etappe endete in einem Massensprint den der Italiener Jonathan Milan vor Sam Bennett (Decathlon AG2R La Mondiale) und Olav Kooij gewann. Beim Zwischensprint sicherte sich Filippo Ganna drei Bonussekunden und überholte seinen Landsmann Antonio Tiberi somit in der Gesamtwertung, da dieser hinter Jonathan Milan nur eine Sekunde holte. Schlussendlich gewann Juan Ayuso die Fernfahrt mit einem Vorsprung von 35 Sekunden vor Filippo Ganna und 36 Sekunden vor Antonio Tiberi.

### Etappe 1: Lido di Camaiore – Lido di Camaiore (9,9 km)
Die erste Etappe wurde im Rahmen eines Einzelzeitfahren mit Start und Ziel in Lido di Camaiore ausgetragen. Die Strecke fand auf einem ähnlichen Parcours im Vorjahr statt, wobei zwei Kurven-Kombinationen aus dem Programm genommen wurden. Der Start erfolgte nach wie vor auf der Viale John Fitzgerald Kennedy, ehe die Fahrer links auf die Küstenstraße abbogen. Dieser folgten sie bis zum Kanal von Viareggio, wo eine Wende erfolgte. Die letzten Kilometer verliefen auf der Viale Cristoforo Colombo, wo sich das Ziel beim Piazza Brodolini befand. Die einzige Zwischenzeit wurde nach 5,4 Kilometern bei der Wende genommen.
| Platz | Fahrer                | Nation | Team                  | Zeit                   |
| ----- | --------------------- | ------ | --------------------- | ---------------------- |
| 01.   | Filippo Ganna         | ITA    | Ineos Grenadiers      | 0:12:17 h (56,17 km/h) |
| 02.   | Juan Ayuso            | ESP    | UAE Team Emirates-XRG | + 0:23 min             |
| 03.   | Johan Price-Pejtersen | DEN    | Alpecin-Deceuninck    | + 0:28 min             |
| 04.   | Antonio Tiberi        | ITA    | Bahrain Victorious    | + 0:29 min             |
| 05.   | Jonathan Milan        | ITA    | Lidl-Trek             | + 0:31 min             |
| 06.   | Derek Gee             | CAN    | Israel-Premier Tech   | + 0:34 min             |
| 07.   | Mattia Cattaneo       | ITA    | Soudal Quick-Step     | + 0:36 min             |
| 08.   | Søren Wærenskjold     | NOR    | Uno-X Mobility        | + 0:37 min             |
| 09.   | Isaac Del Toro        | MEX    | UAE Team Emirates-XRG | + 0:38 min             |
| 10.   | Kévin Vauquelin       | FRA    | Arkéa-B&B Hotels      | + 0:41 min             |

| Platz | Fahrer                | Nation | Team                  | Zeit       |
| ----- | --------------------- | ------ | --------------------- | ---------- |
| 01.   | Filippo Ganna         | ITA    | Ineos Grenadiers      | 0:12:17 h  |
| 02.   | Juan Ayuso            | ESP    | UAE Team Emirates-XRG | + 0:23 min |
| 03.   | Johan Price-Pejtersen | DEN    | Alpecin-Deceuninck    | + 0:28 min |
| 04.   | Antonio Tiberi        | ITA    | Bahrain Victorious    | + 0:29 min |
| 05.   | Jonathan Milan        | ITA    | Lidl-Trek             | + 0:31 min |
| 06.   | Derek Gee             | CAN    | Israel-Premier Tech   | + 0:34 min |
| 07.   | Mattia Cattaneo       | ITA    | Soudal Quick-Step     | + 0:36 min |
| 08.   | Søren Wærenskjold     | NOR    | Uno-X Mobility        | + 0:37 min |
| 09.   | Isaac Del Toro        | MEX    | UAE Team Emirates-XRG | + 0:38 min |
| 10.   | Kévin Vauquelin       | FRA    | Arkéa-B&B Hotels      | + 0:41 min |

### Etappe 2: Camaiore – Follonica (192 km)
Die zweite Etappe führte wie im Vorjahr von Camaiore ins südliche Follonica. Unmittelbar nach dem Start wurde ein nicht-kategorisierter Anstieg nach Montemagno absolviert, ehe es bergab nach Massarosa und weiter nach Pisa ging. Vorbei an Livorno führte die Strecke flach nach Cecina, ehe es zur ersten Bergwertung ging, die nach 126,3 Kilometern in Canneto (278 m) abgenommen wurde. Hier setzte sich Davide Bais (Polti VisitMalta) vor seine Fluchtgefährten Alessandro Tonelli (Polti VisitMalta) und Manuele Tarozzi (VF Group-Bardiani CSF-Faizanè) durch, ehe sich Steven Kruijswijk (Visma-Lease a Bike) den verbliebenen Punkt aus dem Hauptfeld sicherte. Über die SP19 gelangten die Fahrer nach Follonica, wo der einzige Zwischensprint bei der ersten Zieldurchfahrt nach 170,9 Kilometern erfolgte. Hinter dem Ausreißer Manuele Tarozzi sicherten sich Jonathan Milan (Lidl-Trek) und Juan Ayuso (UAE Team Emirates-XRG) die übrigen Zeitbonifikationen. Im Finale musste ein 18,1 Kilometer langer Rundkurs absolviert werden, der flach durch die anliegenden Ortschaften führte. Die Etappe endete in einem Massensprint.
| Platz | Fahrer            | Nation | Team                            | Zeit                   |
| ----- | ----------------- | ------ | ------------------------------- | ---------------------- |
| 01.   | Jonathan Milan    | ITA    | Lidl-Trek                       | 4:45:13 h (40,39 km/h) |
| 02.   | Maikel Zijlaard   | NED    | Tudor Pro Cycling Team          | "                      |
| 03.   | Paul Penhoët      | FRA    | Groupama-FDJ                    | "                      |
| 04.   | Olav Kooij        | NED    | Team Visma-Lease a Bike         | "                      |
| 05.   | Simone Consonni   | ITA    | Lidl-Trek                       | "                      |
| 06.   | Sam Bennett       | IRL    | Decathlon AG2R La Mondiale Team | "                      |
| 07.   | Jake Stewart      | GBR    | Israel-Premier Tech             | "                      |
| 08.   | Tim van Dijke     | NED    | Red Bull-Bora-hansgrohe         | "                      |
| 09.   | Bryan Coquard     | FRA    | Cofidis                         | "                      |
| 10.   | Enrico Zanoncello | ITA    | VF Group-Bardiani CSF-Faizanè   | "                      |

| Platz | Fahrer                | Nation | Team                   | Zeit       |
| ----- | --------------------- | ------ | ---------------------- | ---------- |
| 01.   | Filippo Ganna         | ITA    | Ineos Grenadiers       | 4:57:30 h  |
| 02.   | Jonathan Milan        | ITA    | Lidl-Trek              | + 0:19 min |
| 03.   | Juan Ayuso            | ESP    | UAE Team Emirates-XRG  | + 0:22 min |
| 04.   | Johan Price-Pejtersen | DEN    | Alpecin-Deceuninck     | + 0:28 min |
| 05.   | Antonio Tiberi        | ITA    | Bahrain Victorious     | + 0:29 min |
| 06.   | Derek Gee             | CAN    | Israel-Premier Tech    | + 0:34 min |
| 07.   | Mattia Cattaneo       | ITA    | Soudal Quick-Step      | + 0:36 min |
| 08.   | Søren Wærenskjold     | NOR    | Uno-X Mobility         | + 0:37 min |
| 09.   | Isaac Del Toro        | MEX    | UAE Team Emirates-XRG  | + 0:38 min |
| 10.   | Maikel Zijlaard       | NED    | Tudor Pro Cycling Team | + 0:40 min |

### Etappe 3: Follonica – Colfiorito (239 km)
Die dritte und längste Etappe startete in Follonica und führte über mehrere Anstiege nach Colfiorito, wo sich das Ziel auf einer Höhe von 760 Metern befand. Die ersten Kilometer führten flach nach Ribolla, ehe eine kurze, nicht-kategorisierte Steigung bei Roccastrada befahren wurde. Über Paganico ging es weiter zum Passo del Lume Spento (631 m) auf dem nach 75,6 Kilometern die erste Bergwertung des Tages abgenommen wurde. Die meisten Punkte sicherten sich die beiden Ausreißer Lorenzo Conforti (VF Group-Bardiani CSF-Faizanè) und Davide Bais (Polti VisitMalta), ehe die verbliebenen Punkte an Manuele Tarozzi (VF Group-Bardiani CSF-Faizanè) und Salvatore Puccio (Ineos Grenadiers) gingen. Nach Montalcino und der anschließenden Abfahrt führte die Strecke durch San Quirico d’Orcia, bevor die Straße wieder zu steigen begann und die zweite Bergwertung auf der SP40 unter dem Namen La Foce (551 m) abgenommen wurde. Lorenzo Conforti setzte sich erneut vor seinem Fluchtgefährten durch, ehe sich Alessandro Tonelli (Polti VisitMalta) und Manuele Tarozzi die weiteren Punkte sicherten. Die Kuppe wurde etwa zur Hälfte der Etappendistanz bei Kilometer 112,8 überquert. Im Anschluss führte die Strecke großteils flach durch Chiusi, Moiano und Piegaro nach Castel del Piano, wo bei Kilometer 170,4 der einzige Zwischensprint ausgefahren wurde. Da die Ausreißer zu diesem Zeitpunkt bereits eingeholt worden waren, holte Jonathan Milan (Lidl-Trek) vor Tim van Dijke (Red Bull-Bora-hansgrohe) und Andrea Pasqualon (Bahrain Victorious) die meisten Punkte und Bonifikationssekunden. Nun wurde Perugia im Süden umfahren und es ging über Torgiano nach Foligno. Rund 25 Kilometer vor dem Ziel änderte sich die Charakteristik der Streckenführung und es begann die lange Schlussauffahrt nach Colfiorito. Diese erfolgte auf der gut ausgebauten SS77, die über Colle di San Lorenzo und Casenove auf den Valico di Colfiorito (821 m) führte. Hier wurde 4,1 Kilometer vor dem Ziel eine weitere Bergwertung der ‘Superior’ Kategorie abgenommen, ehe die letzten Kilometer teils abschüssig zum Ziel führten. Bei der letzten Bergwertung setzte sich Manuele Tarozzi vor Richard Carapaz, Ben Healy (beide EF Education-EasyPost), Derek Gee (Israel-Premier Tech) und Juan Ayuso (UAE Team Emirates-XRG) durch und übernahm somit die Führung in der Sonderwertung. Die Etappe endete mit einem Sprint einer 50 Fahrer umfassenden Gruppe.
| Platz | Fahrer              | Nation | Team                            | Zeit                   |
| ----- | ------------------- | ------ | ------------------------------- | ---------------------- |
| 01.   | Andrea Vendrame     | ITA    | Decathlon AG2R La Mondiale Team | 6:28:25 h (36,91 km/h) |
| 02.   | Thomas Pidcock      | GBR    | Q36.5 Pro Cycling Team          | "                      |
| 03.   | Romain Grégoire     | FRA    | Groupama-FDJ                    | "                      |
| 04.   | Rick Pluimers       | NED    | Tudor Pro Cycling Team          | "                      |
| 05.   | Roger Adrià         | ESP    | Red Bull-Bora-hansgrohe         | "                      |
| 06.   | Simone Velasco      | ITA    | XDS Astana Team                 | "                      |
| 07.   | Filippo Fiorelli    | ITA    | VF Group-Bardiani CSF-Faizanè   | "                      |
| 08.   | Alex Aranburu       | ESP    | Cofidis                         | "                      |
| 09.   | Samuele Battistella | ITA    | EF Education-EasyPost           | "                      |
| 10.   | Filippo Ganna       | ITA    | Ineos Grenadiers                | "                      |

| Platz | Fahrer          | Nation | Team                  | Zeit       |
| ----- | --------------- | ------ | --------------------- | ---------- |
| 01.   | Filippo Ganna   | ITA    | Ineos Grenadiers      | 11:25:55 h |
| 02.   | Juan Ayuso      | ESP    | UAE Team Emirates-XRG | + 0:22 min |
| 03.   | Antonio Tiberi  | ITA    | Bahrain Victorious    | + 0:29 min |
| 04.   | Derek Gee       | CAN    | Israel-Premier Tech   | + 0:34 min |
| 05.   | Mattia Cattaneo | ITA    | Soudal Quick-Step     | + 0:36 min |
| 06.   | Kévin Vauquelin | FRA    | Arkéa-B&B Hotels      | + 0:41 min |
| 07.   | Eddie Dunbar    | IRL    | Team Jayco AlUla      | + 0:44 min |
| 08.   | Laurens De Plus | BEL    | Ineos Grenadiers      | + 0:45 min |
| 09.   | Ben Healy       | IRL    | EF Education-EasyPost | + 0:48 min |
| 10.   | Romain Grégoire | FRA    | Groupama-FDJ          | "          |

### Etappe 4: Norcia – Trasacco (190 km)
Die vierte Etappe führte von Norcia über mehrere Anstiege des Apennin nach Trasacco. Unmittelbar nach dem Start begann die Straße zu steigen und führte auf den Forca della Civita (1225 m), wo nach 14,6 Kilometern eine Bergwertung abgenommen wurde. Hier sicherten sich Roger Adrià (Red Bull-Bora-hansgrohe), Mark Donovan (Q36.5), Manuele Tarozzi (VF Group-Bardiani CSF-Faizanè) und Kamiel Bonneu (Intermarché-Wanty) die Punkte. Nach der Kuppe folgte ein rund zehn Kilometer langes Plateau mit einer kurzen Gegensteigung bei Civita, ehe es über Cittareale und Posta bergab nach Antrodoco ging. Mit Jonas Rutsch (Intermarché-Wanty), Mirco Maestri (Polti VisitMalta), Gijs Leemreize (Picnic PostNL), Jorge Arcas (Movistar) und William Blume Levy (Uno-X Mobility) setzten sich hier fünf Ausreißer vom Hauptfeld ab. Im Anschluss folgte eine 15 Kilometer nicht-kategorisierte Steigung, die die Fahrer nach Sella di Corno führte. Nach einer kürzeren Abfahrt führte die Strecke von Civitatomassa über eine schmale Nebenstraße nach Casavecchia, ehe es auf der SS584 auf den Valico la Crocetta ging. Dieser stellte mit einer Höhe von 1558 Metern den höchsten Punkt der 60. Austragung dar. Hier setzte sich Mirco Maestri vor Gijs Leemreize, Jorge Arcas und William Blume Levy durch. Nachdem auf der Passhöhe bei Kilometer 104,2 eine Bergwertung abgenommen worden war, folgte ein fünf Kilometer langes Flachstück, ehe es bergab nach Rocca di Cambio ging. Nun begann die Straße bis Ovindoli wieder leicht anzusteigen, bevor eine lange Abfahrt nach Celano folgte. Die nachfolgenden 40 Kilometer wiesen keine großen Schwierigkeiten mehr auf, wobei Trasacco bereits nach 156,5 Kilometer erreicht wurde. Bei der ersten Zieldurchfahrt wurde ein Zwischensprint ausgefahren, ehe ein 13,6 Kilometer langer Rundkurs zweimal absolviert werden musste. Die Bonussekunden der ersten Zieldurchfahrt gingen an Jonas Rutsch, William Blume Levy und Mirco Maestri, ehe die Etappe in einem Sprint aus einer größeren Gruppe endete.
| Platz | Fahrer               | Nation | Team                            | Zeit                   |
| ----- | -------------------- | ------ | ------------------------------- | ---------------------- |
| 01.   | Olav Kooij           | NED    | Team Visma-Lease a Bike         | 4:48:05 h (39,57 km/h) |
| 02.   | Rick Pluimers        | NED    | Tudor Pro Cycling Team          | "                      |
| 03.   | Mathieu van der Poel | NED    | Alpecin-Deceuninck              | "                      |
| 04.   | Paul Magnier         | FRA    | Soudal Quick-Step               | "                      |
| 05.   | Mirco Maestri        | ITA    | Team Polti VisitMalta           | "                      |
| 06.   | Andrea Vendrame      | ITA    | Decathlon AG2R La Mondiale Team | "                      |
| 07.   | Filippo Ganna        | ITA    | Ineos Grenadiers                | "                      |
| 08.   | Thomas Pidcock       | GBR    | Q36.5 Pro Cycling Team          | "                      |
| 09.   | Giovanni Lonardi     | ITA    | Team Polti VisitMalta           | "                      |
| 10.   | Filippo Fiorelli     | ITA    | VF Group-Bardiani CSF-Faizanè   | "                      |

| Platz | Fahrer          | Nation | Team                  | Zeit       |
| ----- | --------------- | ------ | --------------------- | ---------- |
| 01.   | Filippo Ganna   | ITA    | Ineos Grenadiers      | 16:14:00 h |
| 02.   | Juan Ayuso      | ESP    | UAE Team Emirates-XRG | + 0:22 min |
| 03.   | Antonio Tiberi  | ITA    | Bahrain Victorious    | + 0:29 min |
| 04.   | Derek Gee       | CAN    | Israel-Premier Tech   | + 0:34 min |
| 05.   | Mattia Cattaneo | ITA    | Soudal Quick-Step     | + 0:36 min |
| 06.   | Kévin Vauquelin | FRA    | Arkéa-B&B Hotels      | + 0:41 min |
| 07.   | Eddie Dunbar    | IRL    | Team Jayco AlUla      | + 0:44 min |
| 08.   | Laurens De Plus | BEL    | Ineos Grenadiers      | + 0:45 min |
| 09.   | Ben Healy       | IRL    | EF Education-EasyPost | + 0:48 min |
| 10.   | Romain Grégoire | FRA    | Groupama-FDJ          | "          |

### Etappe 5: Ascoli Piceno – Pergola (205 km)
Die fünfte Etappe startete in Ascoli Piceno und führte über mehrere Anstiege der Region Marken nach Pergola. Bereits auf den ersten Kilometern führte die Straße auf der SS4 und SP37 stetig bergauf nach Croce di Casale. In der kleinen Ortschaft, die auf einer Höhe von 729 Metern lag, wurde nach rund 20 Kilometern jedoch keine Bergwertung abgenommen. Mit Fredrik Dversnes (Uno-X Mobility), Francisco Muñoz Llana (Polti VisitMalta), Manuele Tarozzi (VF Group-Bardiani CSF-Faizanè), Gal Glivar, Xandro Meurisse (beide Alpecin-Deceuninck), Paul Ourselin (Cofidis) und Dries De Bondt (Decathlon AG2R La Mondiale) setzten sich hier sieben Fahrer vom Hauptfeld ab. Im Anschluss blieb das Terrain weiter hügelig, wobei die Strecke über Comunanza, Amandola, Sarnano, Camporotondo di Fiastrone und Belforte del Chienti nach Tolentino führte. Nach einer weiteren nicht-kategorisierten Steigung ging es weiter nach San Severino Marche und entlang des Riserva Naturale del Monte San Vicino e del Monte Canfaito nach Angeli di Mergo. Nun folgte die erste Bergwertung, die bei Kilometer 128,1 kurz nach Mergo bei der Chiesa Santa Marciana (404 m) abgenommen wurde. Manuele Tarozzi holte vor Paul Ourselin, Fredrik Dversnes und Xandro Meurisse die meisten Punkte. Im Anschluss ging es nach Montecarotto und bergab nach Serra de’ Conti, bevor die Ortschaften Barbara und Castelleone di Suasa am Ende von zwei kurzen Rampen erreicht wurden. Auf ersterer wurde bei Kilometer 153,9 der einzige Zwischensprint ausgefahren. Die Zeitbonifikationen gingen mit Xandro Meurisse, Manuele Tarozzi und Fredrik Dversnes an die Fahrer der Fluchtgruppe. Im Finale mussten zwei weitere Bergwertungen absolviert werden. Zunächst führte die Frazione Monterolo auf den Monte Santa Croce (528 m), wobei die Kuppe kurz vor Montevecchio 26,6 Kilometer vor dem Ziel erreicht wurde. Manuele Tarozzi holte sich auch bei dieser die meisten Punkte und baute seinen Vorsprung in der Sonderwertung weiter aus. Ihm folgten Dries De Bondt, Gal Glivar und Fredrik Dversnes. Nach der anschließenden Abfahrt ging es von Isola di Fano über Cartoceto auf den Monte della Serra (545 m). Dieser letzte Anstieg des Tages wies auf einer Länge von 4,7 Kilometern eine durchschnittliche Steigung von rund 9 % auf, ehe die letzten 7,6 Kilometer bergab nach Pergola führten. Fredrik Dversnes behauptete sich als einziger Fahrer vor dem Hauptfeld und holte vor Thomas Pidcock (Q36.5), Juan Ayuso (UAE Team Emirates-XRG) und Filippo Ganna (Ineos Grenadiers) die meisten Punkte bei der letzten Bergwertung.
| Platz | Fahrer                     | Nation | Team                    | Zeit                   |
| ----- | -------------------------- | ------ | ----------------------- | ---------------------- |
| 01.   | Fredrik Dversnes           | NOR    | Uno-X Mobility          | 5:04:56 h (40,33 km/h) |
| 02.   | Mathieu van der Poel       | NED    | Alpecin-Deceuninck      | + 0:07 min             |
| 03.   | Roger Adrià                | ESP    | Red Bull-Bora-hansgrohe | "                      |
| 04.   | Giulio Ciccone             | ITA    | Lidl-Trek               | "                      |
| 05.   | Alex Aranburu              | ESP    | Cofidis                 | "                      |
| 06.   | Thomas Pidcock             | GBR    | Q36.5 Pro Cycling Team  | "                      |
| 07.   | Romain Grégoire            | FRA    | Groupama-FDJ            | "                      |
| 08.   | Tobias Halland Johannessen | NOR    | Uno-X Mobility          | "                      |
| 09.   | Pello Bilbao               | ESP    | Bahrain Victorious      | "                      |
| 10.   | Simone Velasco             | ITA    | XDS Astana Team         | "                      |

| Platz | Fahrer           | Nation | Team                   | Zeit       |
| ----- | ---------------- | ------ | ---------------------- | ---------- |
| 01.   | Filippo Ganna    | ITA    | Ineos Grenadiers       | 21:19:03 h |
| 02.   | Juan Ayuso       | ESP    | UAE Team Emirates-XRG  | + 0:22 min |
| 03.   | Antonio Tiberi   | ITA    | Bahrain Victorious     | + 0:29 min |
| 04.   | Derek Gee        | CAN    | Israel-Premier Tech    | + 0:34 min |
| 05.   | Mattia Cattaneo  | ITA    | Soudal Quick-Step      | + 0:36 min |
| 06.   | Kévin Vauquelin  | FRA    | Arkéa-B&B Hotels       | + 0:41 min |
| 07.   | Laurens De Plus  | BEL    | Ineos Grenadiers       | + 0:45 min |
| 08.   | Romain Grégoire  | FRA    | Groupama-FDJ           | + 0:48 min |
| 09.   | David de la Cruz | ESP    | Q36.5 Pro Cycling Team | + 0:54 min |
| 10.   | Pello Bilbao     | ESP    | Bahrain Victorious     | "          |

### Etappe 6: Cartoceto – Frontignano (163 km)
Die sechste Etappe startete in Cartoceto und ging mit der einzigen Bergankunft im Nationalpark Monti Sibillini in Frontignano auf einer Höhe von 1327 Metern zu Ende. Bereits zu Beginn der Streckenführung wurden zahlreiche nicht-kategorisierte Steigungen befahren, wobei es über Orciano di Pesaro, San Lorenzo in Campo, Montefortino und Arcevia in Richtung Süden ging. Mit Andrea Vendrame (Decathlon AG2R La Mondiale), Chris Hamilton (Picnic PostNL) Jasper Stuyven (Lidl-Trek), Gianni Vermeersch (Alpecin-Deceuninck), Benjamin Thomas (Cofidis), Samuele Battistella (EF Education-EasyPost), Andrea Pietrobon (Polti VisitMalta) und Magnus Cort Nielsen (Uno-X Mobility) setzten sich hier acht Fahrer vom Hauptfeld ab. Im Anschluss wurden Fabriano und Matelica durchfahren, ehe die Straße in Castelraimondo erneut zu steigen begann und zur ersten Bergwertung in Crispiero (582 m) führte. Die Kuppe des Anstiegs wurde nach 95,6 Kilometern erreicht, bevor über mehrere Wellen nach Camerino und Muccia ging. Sieger der ersten Bergwertung wurde Andrea Pietrobon vor Samuele Battistella, Magnus Cort Nielsen und Benjamin Thomas. Der einzige Zwischensprint wurde nach 119,8 Kilometern in Pieve Torina ausgefahren, wo sich Andrea Vendrame vor Andrea Pietrobon und Jasper Stuyven die meisten Zeitbonifikationen sicherte. Auf der SP209 ging es nun auf den nicht-kategorisierten Valico le Fornaci, ehe die Straße auf der weiteren Fahrt nach Visso leicht abschüssig verlief. Im Anschluss führte die SP134 bei geringen Steigungsprozenten zur Chiesa di Santa Maria Apparve, wo der eigentliche Schlussanstieg nach Frontignano begann. Dieser war 7,6 Kilometer lang und wies eine durchschnittliche Steigung von 8 % auf. Die schmale, kurvenreiche Straße beinhaltete zudem zwei Kilometer, die im Schnitt mit 10 % anstiegen. Im Ziel, das sich auf einer Höhe von 1327 Metern befand, wurde eine Bergwertung der ‘Superior’ Kategorie abgenommen.
| Platz | Fahrer                     | Nation | Team                    | Zeit                   |
| ----- | -------------------------- | ------ | ----------------------- | ---------------------- |
| 01.   | Juan Ayuso                 | ESP    | UAE Team Emirates-XRG   | 4:14:02 h (38,49 km/h) |
| 02.   | Thomas Pidcock             | GBR    | Q36.5 Pro Cycling Team  | + 0:13 min             |
| 03.   | Jai Hindley                | AUS    | Red Bull-Bora-hansgrohe | "                      |
| 04.   | Mikel Landa                | ESP    | Soudal Quick-Step       | + 0:15 min             |
| 05.   | Antonio Tiberi             | ITA    | Bahrain Victorious      | + 0:20 min             |
| 06.   | Derek Gee                  | CAN    | Israel-Premier Tech     | "                      |
| 07.   | Isaac Del Toro             | MEX    | UAE Team Emirates-XRG   | + 0:36 min             |
| 08.   | Ben Healy                  | IRL    | EF Education-EasyPost   | + 0:42 min             |
| 09.   | Tobias Halland Johannessen | NOR    | Uno-X Mobility          | + 0:45 min             |
| 10.   | Lorenzo Fortunato          | ITA    | XDS Astana Team         | + 0:50 min             |

| Platz | Fahrer           | Nation | Team                    | Zeit       |
| ----- | ---------------- | ------ | ----------------------- | ---------- |
| 01.   | Juan Ayuso       | ESP    | UAE Team Emirates-XRG   | 25:33:17 h |
| 02.   | Antonio Tiberi   | ITA    | Bahrain Victorious      | + 0:37 min |
| 03.   | Filippo Ganna    | ITA    | Ineos Grenadiers        | + 0:38 min |
| 04.   | Derek Gee        | CAN    | Israel-Premier Tech     | + 0:42 min |
| 05.   | Jai Hindley      | AUS    | Red Bull-Bora-hansgrohe | + 0:53 min |
| 06.   | Thomas Pidcock   | GBR    | Q36.5 Pro Cycling Team  | + 0:56 min |
| 07.   | Mikel Landa      | ESP    | Soudal Quick-Step       | + 1:05 min |
| 08.   | David de la Cruz | ESP    | Q36.5 Pro Cycling Team  | + 1:32 min |
| 09.   | Pello Bilbao     | ESP    | Bahrain Victorious      | "          |
| 10.   | Mattia Cattaneo  | ITA    | Soudal Quick-Step       | + 1:38 min |

### Etappe 7: Porto Potenza Picena – San Benedetto del Tronto (147 km)
Die siebte und letzte Etappe startete in Porto Potenza Picena und endete auf einem flachen Rundkurs in San Benedetto del Tronto. Die ersten 30 Kilometer führten auf flachen Straßen entlang der adriatischen Küste, wobei Civitanova Marche, Porto Sant’Elpidio, Porto San Giorgio und Marina di Altidona durchfahren wurden. Im Anschluss bogen die Fahrer ins Landesinnere ab. Über die SP85 und SP238 gelangten sie zur Chiesa di Santa Maria della Fede (248 m), bei der die letzte Bergwertung der Rundfahrt abgenommen wurde. Hier holten sich Brandon Rivera (Ineos Grenadiers), Rafał Majka (UAE Team Emirates-XRG), Laurens De Plus (Ineos Grenadiers) und Felix Großschartner (UAE Team Emirates-XRG) die Punkte aus dem Hauptfeld. Nach einer kurzen Zwischenabfahrt begann die Straße jedoch erneut anzusteigen und führte nach Ripatransone, das mit rund 500 Metern Höhe den höchsten Punkt der Abschlussetappe darstellte. Die anschließende Abfahrt führte die Fahrer über Petrella nach Grottammare, ehe es ins nahegelegene San Benedetto del Tronto ging. Hier musste im Finale ein 14,5 Kilometer langer Rundkurs fünf Mal absolviert werden. Bei der dritten Zieldurchfahrt wurde nach 103,4 Kilometern der letzte Zwischensprint ausgefahren. Hier sicherte sich Filippo Ganna (Ineos Grenadiers) vor Jonathan Milan (Lidl-Trek) und Antonio Tiberi (Bahrain Victorious) die meisten Bonussekunden. Die Etappe endete in einem Massensprint.
| Platz | Fahrer             | Nation | Team                            | Zeit                   |
| ----- | ------------------ | ------ | ------------------------------- | ---------------------- |
| 01.   | Jonathan Milan     | ITA    | Lidl-Trek                       | 3:08:07 h (46,88 km/h) |
| 02.   | Sam Bennett        | IRL    | Decathlon AG2R La Mondiale Team | "                      |
| 03.   | Olav Kooij         | NED    | Team Visma-Lease a Bike         | "                      |
| 04.   | Jake Stewart       | GBR    | Israel-Premier Tech             | "                      |
| 05.   | Paul Penhoët       | FRA    | Groupama-FDJ                    | "                      |
| 06.   | Giovanni Lonardi   | ITA    | Team Polti VisitMalta           | "                      |
| 07.   | Maikel Zijlaard    | NED    | Tudor Pro Cycling Team          | "                      |
| 08.   | Natnael Tesfatsion | ERI    | Movistar Team                   | "                      |
| 09.   | Casper van Uden    | NED    | Team Picnic PostNL              | "                      |
| 10.   | Clément Venturini  | FRA    | Arkéa-B&B Hotels                | "                      |

| Platz | Fahrer           | Nation | Team                    | Zeit       |
| ----- | ---------------- | ------ | ----------------------- | ---------- |
| 01.   | Juan Ayuso       | ESP    | UAE Team Emirates-XRG   | 28:41:24 h |
| 02.   | Filippo Ganna    | ITA    | Ineos Grenadiers        | + 0:35 min |
| 03.   | Antonio Tiberi   | ITA    | Bahrain Victorious      | + 0:36 min |
| 04.   | Derek Gee        | CAN    | Israel-Premier Tech     | + 0:42 min |
| 05.   | Jai Hindley      | AUS    | Red Bull-Bora-hansgrohe | + 0:53 min |
| 06.   | Thomas Pidcock   | GBR    | Q36.5 Pro Cycling Team  | + 0:56 min |
| 07.   | Mikel Landa      | ESP    | Soudal Quick-Step       | + 1:05 min |
| 08.   | David de la Cruz | ESP    | Q36.5 Pro Cycling Team  | + 1:32 min |
| 09.   | Pello Bilbao     | ESP    | Bahrain Victorious      | "          |
| 10.   | Mattia Cattaneo  | ITA    | Soudal Quick-Step       | + 1:38 min |

## Vergabe der UCI-Punkte
Tirreno–Adriatico ist Teil der UCI WorldTour 2025. Während des Rennens wurden UCI-Punkte vergeben, die sich auf die Platzierung der Fahrer und Mannschaften im UCI Ranking auswirkten. Die Punktevergabe erfolgte nach folgendem Schlüssel:
| Platzierung    | 1.  | 2.  | 3.  | 4.  | 5.  | 6.  | 7.  | 8.  | 9.  | 10. | Anmerkung                               |
| -------------- | --- | --- | --- | --- | --- | --- | --- | --- | --- | --- | --------------------------------------- |
| Gesamtwertung  | 500 | 400 | 325 | 275 | 225 | 175 | 150 | 125 | 100 | 85  | gestaffelt bis zum 60. Platz (3 Punkte) |
| Punktewertung  | 10  | —   | —   | —   | —   | —   | —   | —   | —   | —   |                                         |
| Bergwertung    | 10  | —   | —   | —   | —   | —   | —   | —   | —   | —   |                                         |
| Etappenwertung | 60  | 40  | 30  | 25  | 20  | 15  | 10  | 8   | 5   | 2   |                                         |
| Führung        | 10  | —   | —   | —   | —   | —   | —   | —   | —   | —   | Gesamtführender nach jeder Etappe       |

## Wertungen im Verlauf
| Etappe         | Etappensieger    | Gesamtwertung | Punktewertung  | Bergwertung     | Nachwuchswertung | Teamwertung           |
| -------------- | ---------------- | ------------- | -------------- | --------------- | ---------------- | --------------------- |
| 1              | Filippo Ganna    | Filippo Ganna | Filippo Ganna  | nicht vergeben  | Juan Ayuso       | Ineos Grenadiers      |
| 2              | Jonathan Milan   | Filippo Ganna | Jonathan Milan | Davide Bais     | Jonathan Milan   | Ineos Grenadiers      |
| 3              | Andrea Vendrame  | Filippo Ganna | Jonathan Milan | Manuele Tarozzi | Juan Ayuso       | UAE Team Emirates-XRG |
| 4              | Olav Kooij       | Filippo Ganna | Jonathan Milan | Manuele Tarozzi | Juan Ayuso       | UAE Team Emirates-XRG |
| 5              | Fredrik Dversnes | Filippo Ganna | Jonathan Milan | Manuele Tarozzi | Juan Ayuso       | UAE Team Emirates-XRG |
| 6              | Juan Ayuso       | Juan Ayuso    | Thomas Pidcock | Manuele Tarozzi | Juan Ayuso       | UAE Team Emirates-XRG |
| 7              | Jonathan Milan   | Juan Ayuso    | Jonathan Milan | Manuele Tarozzi | Juan Ayuso       | UAE Team Emirates-XRG |
| Wertungssieger | Wertungssieger   | Juan Ayuso    | Jonathan Milan | Manuele Tarozzi | Juan Ayuso       | UAE Team Emirates-XRG |